# Una vita con Karol
(Stanislao Dziwisz parlando del funerale di Giovanni Paolo II. Una vita con Karol pag. 224.)
Una vita con Karol è un libro-conversazione scritto dal cardinal Stanislao Dziwisz con Gian Franco Svidercoschi sulla vita di papa Giovanni Paolo II vista dal suo segretario personale.

## Critica letteraria
- Franciszek Ziejka, rettore dell'Università Jagellonica, lo ha definito «un libro di cui essere riconoscenti all'autore»[1].

## Edizioni
- Stanislao Dziwisz e Gian Franco Svidercoschi, Una vita con Karol, Rcs Libri e Libreria Editrice Vaticana, 2007, ISBN 88-17-01566-0.